# Ospedaletto
För andra betydelser, se Ospedaletto (olika betydelser).
Ospedaletto är en ort och kommun i provinsen Trento i regionen Trentino-Sydtyrolen i Italien. Kommunen hade 795 invånare (2018).